# Juana Isabel de Baden-Durlach
Juana Isabel de Baden-Durlach (en alemán, Johanna Elisabeth von Baden-Durlach; Karlsruhe, 16 de noviembre de 1651-Ansbach, 8 de octubre de 1680) fue una princesa de Baden-Durlach y, a través de su matrimonio, margravina de Brandeburgo-Ansbach.

## Vida
Fue hija del margrave Federico VI de Baden-Durlach, y de su esposa, Cristina Magdalena del Palatinado-Zweibrücken. Su hermana mayor Cristina (1645–1705) se casó en 1665 con el margrave Alberto II de Brandeburgo-Ansbach (1620–1667).

### Matrimonio e hijos
Juana Isabel se casó el 5 de febrero de 1672 en Durlach con el margrave Juan Federico de Brandeburgo-Ansbach (1654-1686), miembro de la Casa de Hohenzollern e hijo del margrave Alberto II de Brandeburgo-Ansbach. Ella era su primera esposa. Tuvieron cinco hijos:
1. Leopoldo Federico (29 de mayo de 1674-21 de agosto de 1676), falleció en la infancia.
2. Cristian Alberto (18 de septiembre de 1675-16 de octubre de 1692), sucedió a su padre como margrave de Brandeburgo-Ansbach. Murió soltero.
3. Dorotea Federica (12 de agosto de 1676-13 de marzo de 1731), se casó con el conde Juan Reinardo III de Hanau-Lichtenberg y tuvo descendencia, incluyendo a Carlota de Hanau-Lichtenberg, esposa del landgrave Luis VIII de Hesse-Darmstadt.
4. Jorge Federico II (3 de mayo de 1678-29 de marzo de 1703), sucedió a su hermano, Cristián Alberto, como margrave de Brandeburgo-Ansbach. Murió soltero.
5. Carlota Sofía (29 de junio de 1679-24 de enero de 1680), murió en la infancia.